# Ridley Scott
Sir Ridley Scott (født 30. november 1937) er en britisk filminstruktør.
Efter bestået eksamen fra Londons Royal College of Art fik Ridley job hos BBC som designer. Senere startede han sammen med bl.a. sin bror Tony et reklamefirma. Hans første spillefilm var The Duellists. Egentlig havde han efter at have lavet den tænkt sig at bringe en opera til filmen, men efter at have set Star Wars fik han tro på film med masser af store effekter. Derfor valgte han at sige ja til at instruere Alien, som blev et kæmpehit. Efter Alien blev hans næste film Blade Runner, som ikke umiddelbart var et stort hit, men som med tiden er blevet en kult-klassiker.
I 1995 startede han sammen med sin bror Tony et produktionsselskab, som alle hans efterfølgende film er blevet lavet under. Igennem hans karriere har Scott haft flere kæmpehits med film som Thelma & Louise, Gladiator og Black Hawk Down. Han er desuden blevet oscarnomineret tre gange.

## Filmografi
| År   | Titel                      | Distributør                                   |
| ---- | -------------------------- | --------------------------------------------- |
| 1977 | The Duellists              | Paramount Pictures                            |
| 1979 | Alien                      | 20th Century Fox                              |
| 1982 | Blade Runner               | Warner Bros.                                  |
| 1985 | Legend                     | Universal Pictures / 20th Century Fox         |
| 1987 | Someone to Watch Over Me   | Columbia Pictures                             |
| 1989 | Black Rain                 | Paramount Pictures                            |
| 1991 | Thelma og Louise           | Metro-Goldwyn-Mayer                           |
| 1992 | 1492: Conquest of Paradise | Paramount Pictures                            |
| 1996 | White Squall               | Buena Vista Distribution                      |
| 1997 | G.I. Jane                  | Buena Vista Distribution                      |
| 2000 | Gladiator                  | DreamWorks Pictures / Universal Pictures      |
| 2001 | Hannibal                   | Metro-Goldwyn-Mayer / Universal Pictures      |
| 2001 | Black Hawk Down            | Sony Pictures Releasing                       |
| 2003 | Matchstick Men             | Warner Bros. Pictures                         |
| 2005 | Kingdom of Heaven          | 20th Century Fox                              |
| 2006 | A Good Year                | 20th Century Fox                              |
| 2007 | American Gangster          | Universal Pictures                            |
| 2008 | Body of Lies               | Warner Bros. Pictures                         |
| 2010 | Robin Hood                 | Universal Pictures                            |
| 2012 | Prometheus                 | 20th Century Fox                              |
| 2013 | The Counselor              | 20th Century Fox                              |
| 2014 | Exodus: Gods and Kings     | 20th Century Fox                              |
| 2015 | The Martian                | 20th Century Fox                              |
| 2017 | Alien: Covenant            | 20th Century Fox                              |
| 2017 | All the Money in the World | Sony Pictures Releasing / STX Entertainment   |
| 2021 | The Last Duel              | 20th Century Studios                          |
| 2021 | House of Gucci             | United Artists Releasing / Universal Pictures |
| TBA  | Kitbag                     | Apple TV+                                     |